# Anita na Praia
Anita na Praia é um curta-metragem portuguesa de 2004, com argumento e direcção da actriz Anabela Teixeira.

## Elenco
- Filomena Cautela
- Juana Pereira da Silva
- Sofia Duarte Silva
- José Fidalgo
- Lídia Franco
- Joana Frataria
- Paulo Lage
- Peter Michael
- Pêpê Rapazote

## Eventos
- Festival de Cinema Fantasporto, no sector Panorama do Cinema Português.